# Meherpur Sadar
Meherpur Sadar è un sottodistretto (upazila) del Bangladesh situato nel distretto di Meherpur, divisione di Khulna. Si estende su una superficie di 374,10 km² e conta una popolazione di 256.642 abitanti (dato censimento 2011).